# The Free Thought
 (mars 2022).
The Free Thought, également connue sous le nom de Vil'na dumka, Vilna Dumka (en ukrainien : Вільна думка) est un hebdomadaire ukrainien publié en Australie depuis 1949,. Il est destiné aux immigrants de l'après-Seconde Guerre mondiale et aux deuxième et troisième générations de ces immigrants, puis aux nouveaux immigrants de l'Ukraine post-soviétique. Il contient des sections en ukrainien et en anglais.

## Histoire
Un nombre important d'immigrants ukrainiens est arrivé en Australie en 1948, 1949 et 1950 avec des contrats de travail de deux ans offerts par le gouvernement australien. Ce fut l'impulsion pour la création de deux journaux de langue ukrainienne en Australie, dont l'un était The Free Thought. Après avoir reçu l'autorisation du gouvernement fédéral, la première édition est publiée le 10 juillet 1949. Depuis lors, le journal a joué un rôle dans les reportages sur l'établissement et le développement de la vie culturelle et sociale des ukraino-australiens (en).
Dans les années 1980, The Free Thought permet d'établir les Fondations d'études ukrainiennes en Australie Ltd. pour soutenir les études ukrainiennes au niveau universitaire. En 1994, The Free Thought s'est joint à la Fondation des études ukrainiennes pour publier une histoire intitulée Almanach de la vie ukrainienne en Australie. Un autre livre a été publié en 2001, cette fois avec l'Ukrainian Heritage Society en Australie, contenant plus de 2000 biographies d'Ukrainiens australiens, intitulé Ukrainiens en Australie : un guide encyclopédique.

## Organisation
Le fondateur, propriétaire et rédacteur en chef est Wolodymyr Shumsky (Szumskyj), qui a édité plus de 3000 éditions du journal depuis son lancement en 1949. Membre actif de la communauté ukrainienne australienne, Shumsky a reçu une médaille de l'Ordre d'Australie en 2009 pour « service à la communauté ukrainienne par des contributions culturelles, éducatives et littéraires »,,.
Au fil des ans, les contributeurs à Vilna Dumka ont inclus Dmytro Nytczenko (en), Bohdan Podolianko et Wasyl Onufrienko.